# Dwight W. Burney
Dwight Willard Burney (* 7. Januar 1892 in Hartington, Cedar County, Nebraska; † 10. März 1987 in Mesa, Arizona) war ein US-amerikanischer Politiker und zwischen 1960 und 1961 der 31. Gouverneur des Bundesstaates Nebraska.

## Leben
Dwight Burney besuchte die Hartington High School und später bis 1912 die University of South Dakota. Danach arbeitete er als Farmer und Viehzüchter in Hartington. Gleichzeitig war er noch als Grundschullehrer tätig. Zwischen 1945 und 1957 war der Republikaner Mitglied der Nebraska Legislature, als deren Speaker er zeitweise fungierte. In den Jahren 1956, 1958 und 1960 wurde er jeweils zum Vizegouverneur seines Staates gewählt. Nach dem Tod des amtierenden Gouverneurs Ralph G. Brooks am 9. September 1960 fiel Vizegouverneur Burney dessen Amt zu. Er musste die noch bis zum 5. Januar 1961 laufende Amtszeit seines Vorgängers beenden. In seiner Amtszeit wurde die Umsatzsteuer in Nebraska erhöht. Ansonsten verlief seine kurze Regierungszeit ereignislos.
Nach dem Ende seiner Gouverneurszeit wurde Burney wieder Vizegouverneur. Diesen Posten behielt er bis 1965. Danach widmete er sich wieder seinen privaten Interessen. Er starb 1987 auf seinem Wintersitz in Arizona. Dwight Burney war zweimal verheiratet und hatte insgesamt vier Kinder.